# Стрілянина в Накхонратчасімі (2020)
Стрілянина в Накхонратчасімі сталася 8 лютого 2020 року, коли 32-річний військовослужбовець Джакрапант Томма вбив свого командира та двох солдатів, після чого викрав зброю та велику кількість набоїв і захопив позашляховик. Незабаром, він захопив заручників у торговому центрі Terminal 21 та розпочав стрілянину по відвідувачам. Під час вбивств він записав кілька відео стрілянини та виклав їх до соціальних мереж. Згодом правоохоронці розпочали штурм будівлі, під час якого один поліцейський загинув, ще кілька отримали поранення, злочинець утік. Наразі його місцезнаходження невідоме.
О 9:13 (UTC) 9 лютого нападника було вбито поліцейським спецназом.